# 여름애
여름애(愛)(Still... Summer)는 한국에서 제작된 김명화 감독의 2005년 드라마 영화이다. 최대치 등이 주연으로 출연하였고 최선희 등이 제작에 참여하였다.

## 출연

### 주연
- 최대치
- 손종호
- 최청자

## 제작진
- 조명: 강영찬
- 조감독: 강경화
- 녹음: 오성진
- 미술: 최선정